# Ismail Sabri Yaakob
Ismail Sabri Yaakob, né le 18 janvier 1960, est un homme d'État malaisien, Premier ministre de 2021 à 2022.

## Parcours politique

### Débuts
Membre du parti Organisation nationale des Malais unis (UMNO) depuis 1987, il est nommé dans des conseils et des gouvernements avant d’entrer au Parlement en 2004.
En décembre 2018, il devient vice-président du parti UMNO et chef de l'opposition au parlement en 2019.

### Premier ministre
Après la démission du Premier ministre Muhyiddin Yassin au pouvoir depuis mars 2020, Ismail Sabri Yaakob est nommé Premier ministre par le roi Abdullah Shah, qui « espère qu’avec la nomination du nouveau Premier ministre les turbulences politiques dans le pays seront révolues » Muhyiddin Yassin obtient néanmoins une faible majorité au parlement avec 114 voix sur 222. Ismail Sabri Yaakob est le troisième Premier ministre de la Malaisie depuis 2018.
Cette nomination, qui intervient pendant que le pays est confronté à une situation sanitaire et économique tendue, est controversée : une pétition de protestation a récolté plus de 350 000 signatures en quelques jours. Il lui est notamment reproché son manque de légitimité démocratique, alors qu'il doit sa nomination au roi et que les dernières élections avaient conduit à une défaite de son parti.

## Controverses
Autre image qui est régulièrement accolée au parti d'Ismail Sabri Yaakob : celle d'être favorable au suprémacisme malais – l'ethnie majoritaire dans le pays de religion majoritairement musulmane (à la différence de « Malaisien », qui désigne tous les citoyens du pays, quelle que soit leur ethnie, religion ou origine). Les 30 % de Malaisiens d'origine chinoise ou indienne ne voient donc pas d'un très bon œil Ismail Sabri Yaakob qui a, par le passé, invité les Malais à boycotter les commerces des minorités ou mis en place des centres commerciaux réservés aux vendeurs malais : ceux-ci ne payaient pas de loyer pour s'y installer,.
Il a été au centre de certaines controverses pendant son mandat, notamment en ce qui concerne sa gestion de la pandémie de COVID-19 et les mesures prises pour y faire face.